# Ciutat Meridiana (métro de Barcelone)
Ciutat Meridiana est une station de la ligne 11 du métro de Barcelone.

## Situation sur le réseau
La station se situe sous l'avenue Rasos de Peguera (Avinguda dels Rasos de Peguera), sur le territoire de la commune de Barcelone, dans le district de Nou Barris. Elle s'intercale entre les stations Torre Baró | Vallbona et le terminus de Can Cuiàs de la ligne 11.

## Histoire
La station ouvre au public en 2003, à l'occasion de la mise en service de la ligne 11.

## Services aux voyageurs

### Accès et accueil
La station dispose d'une voie et d'un quai latéral.
Elle présente aux voyageurs l'installation Jardí de Llum, réalisée par l'artiste Eugènia Balcells.